# Genlisea violacea
Genlisea violacea este o specie de plante carnivore din genul Genlisea, familia Lentibulariaceae, ordinul Lamiales, descrisă de St. Hil.. Conform Catalogue of Life specia Genlisea violacea nu are subspecii cunoscute.